# Jackal (véhicule)
Pour les articles homonymes, voir Jackal.
Le Jackal, ou MWMIK (pour Mobility Weapon-Mounted Installation Kit), est une famille de véhicules développée par Supacat Ltd (en) sur commande des forces armées britanniques et produite par SC Group, afin d'équiper les troupes déployées en Afghanistan à compter de 2008.
Le Jackal est utilisé pour des opérations de reconnaissance dans la profondeur, d'assaut, d'appui et d'escorte de convoi. Le véhicule est décliné en plusieurs variantes et améliorations, avec une production totale d'environ 500 unités.

## Historique
Engagées dans la guerre d'Afghanistan, les forces armées britanniques jugent trop élevé le nombre de victimes causé par la protection insuffisante des véhicules légers. Le ministère britannique de la Défense lance donc en urgence un projet de véhicule mieux protégé destiné à les remplacer sur le terrain.
Le Jackal est conçu par Supacat Ltd, produit par SC Group et déployé à partir de 2008 sur le terrain dans sa première version. Le véhicule est notamment utilisé par les forces armées britanniques durant la guerre d'Afghanistan pour des missions de reconnaissance, de contre-insurrection, mais aussi d'escorte et comme véhicule de commandement.
La première version, qui reçoit un bon accueil de la part des forces britanniques, est améliorée en tenant compte du retour d'expérience pour donner naissance au Jackal 2. En 2012 apparaît le Jackal 3, une version encore améliorée du Jackal 2.

## Caractéristiques
Le Jackal est un véhicule de reconnaissance tout-terrain offrant une protection renforcée, notamment contre les mines et IED, aux soldats qui constituent son équipage, au nombre de 3. Son système de suspension fonctionne sur le principe d'un airbag, ce qui confère au Jackal une grande mobilité, même sur des terrains difficiles.
Il est équipé d'une arme principale, qui peut être une mitrailleuse lourde de type Browning M2 ou un lance-grenades Heckler & Koch GMG, positionnée sur la partie supérieure du véhicule de façon à pouvoir pivoter à 360°. Le Jackal emporte également une arme secondaire destinée à protéger l'équipage, en général une mitrailleuse polyvalente telle que la FN MAG.
Sa variante avancée, le Jackal 2, dispose d'un blindage amélioré et d'une capacité d'emport de charge utile plus élevée, permettant d'avoir plus d'équipement à disposition en combat ou des armes plus lourdes. Il peut aussi accueillir un quatrième membre d'équipage si nécessaire.
De plus, le Jackal 2 est structurellement proche du Coyote, un véhicule de soutien tactique à six roues basé sur le châssis du Jackal,.

## Utilisateurs
- Royaume-Uni